# RAM (ミサイル)
RAM（英語: Rolling Airframe Missile）は、アメリカ合衆国とドイツが共同開発した近接防空ミサイル。アメリカ軍での制式番号はRIM-116。

## 来歴
開発要求は1975年5月に発出され、先行量産（ESED）に関する了解覚書（MoU）は1977年に締結された。
当初はアメリカ合衆国と西ドイツの二国間協定であったが、1979年にデンマークが開発に加わった。後述のように、要素技術や基本設計は既存のミサイルから流用されている部分が多いため、1978年にはさっそく最初の試射が行われた。
その後の開発は必ずしも順調ではなく、途中でデンマークが離脱するなど、度々キャンセルの危機に晒されたが、いずれも克服され、1987年8月、量産に関する了解覚書(MOU)が締結された。

## 設計
RAMは、短射程で応答時間が速く、撃ちっ放し能力を備えた（すなわち艦上の誘導システムを必要としない）、対艦ミサイル防御（ASMD）用ミサイルとして開発された。

### ミサイル

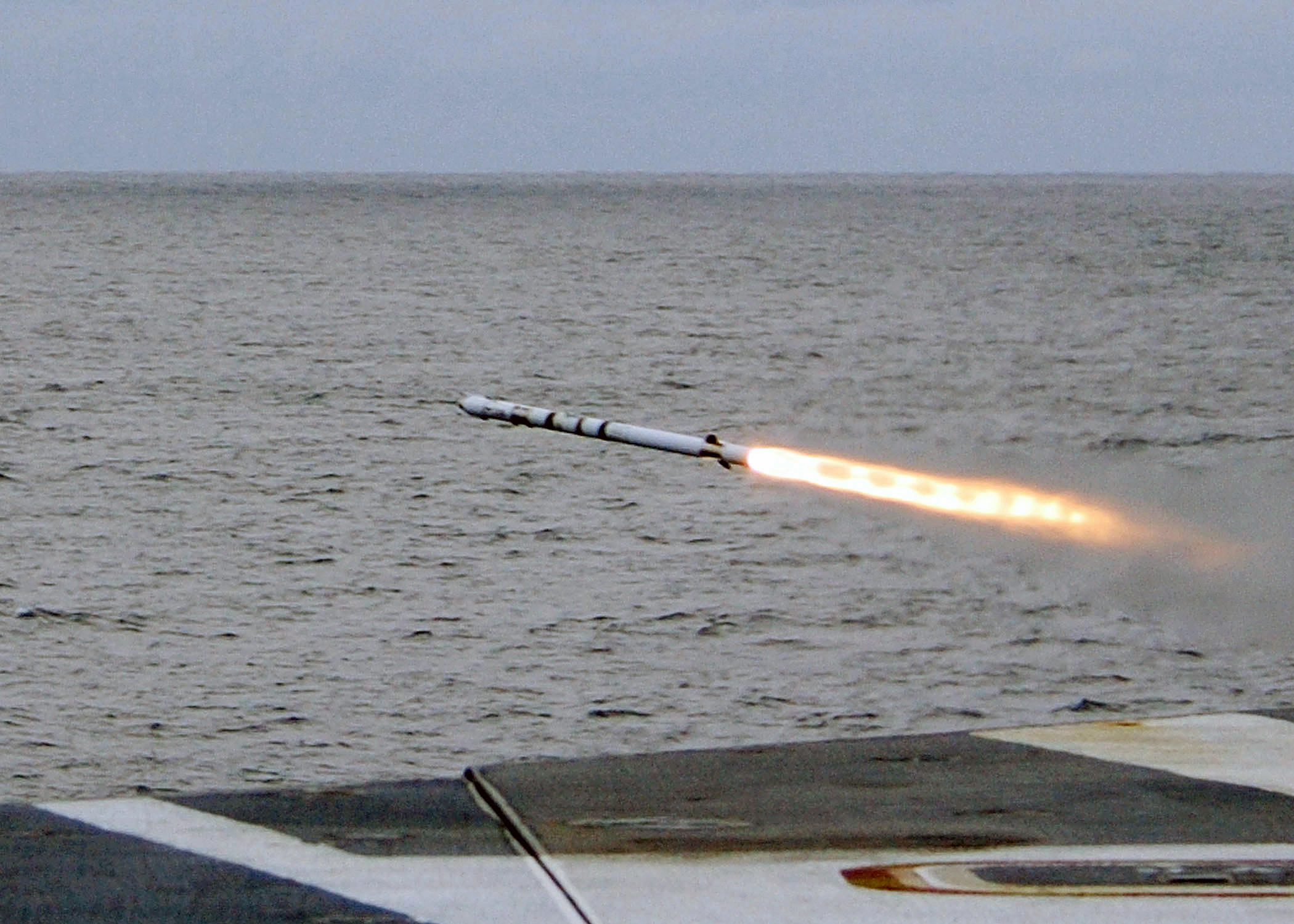
飛翔するミサイル

コスト低減と開発期間短縮の要求から、基本的に、弾体部はAIM-9「サイドワインダー」空対空ミサイル、シーカーはFIM-92「スティンガー」近距離防空ミサイルを基として開発された。
本ミサイルの最大の特徴が、4枚の後翼によって弾体をゆるやかに回転させながら飛翔することであり、これがミサイル名称の由来ともなった。これによって、サイドワインダーでは4枚とされていた前翼は2枚のみとされているほか、PRH誘導システムも、2本のロッドアンテナのみで十分な走査を行えるようになっている。ただし運動性能向上のため、ブロック2（RIM-116C）では前翼も4枚に増やされている。
ASMDという用途から、発射直後の誘導はAN/SLQ-32電波探知装置による探知情報を元にしたパッシブ・レーダー・ホーミング（PRH）によって行い、赤外線センサーで目標を捕捉したあとは赤外線ホーミング（IRH）に切り替える方式が基本とされた。ただし天候が悪く、IRHによる目標捕捉が困難な場合は、全航程を通じてPRH誘導とすることもできる。IRH誘導システムは、上記の通り当初はスティンガー・ミサイルのものが導入されており、1次元式の赤外線センサーを用いたレチクル回転型であったが、2000年より量産に入ったブロック1（RIM-116B）では80ピクセルの線型アレイ方式に変更された。受信帯域の拡大・感度の増大がなされたことにより、全方位交戦能力が付与されたほか、発射直後からPRHに頼らず、全航程を通じてIRH誘導とする（IR-all-the-way guidance）こともできるようになった。
そしてブロック2（RIM-116C）では赤外線画像（IIR）誘導方式が導入され、これによって同一目標への複数弾斉射が可能になった。従来のIRH誘導システムを用いたRAMでは、一斉射（Salvo）時に同一発射機から放たれた1発目のロケットモーターが、すぐ後方の同一軌道を飛翔する2発目以降に対してジャミング源（ノイズ）となってしまうため、初弾のロケットモーターが燃焼を完了するまで次弾を発射できないという問題があったが、IIR誘導の導入によってこれが解決されており、2012年10月22日に行われた斉射テストに成功している。

### システム

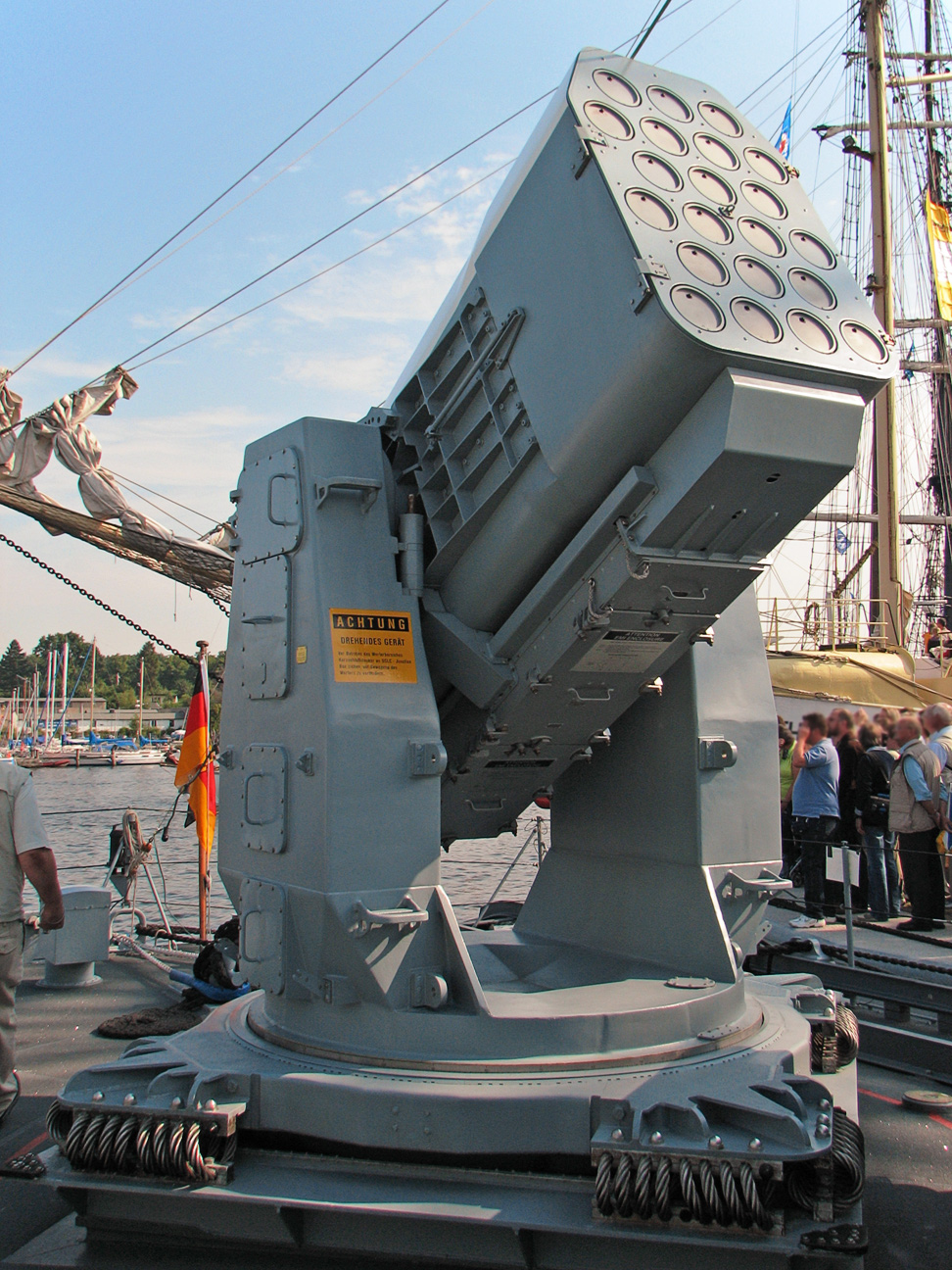
Mk.49 GMLSの21連装発射機

ミサイル本体は、スティンガーと同様に、繊維強化プラスチック製のキャニスター（Mk.44 Guided Missile Round Pack, GMRP）内に密閉された状態で工場から出荷される。このキャニスターは気密であり、ミサイルを海水等による腐食から守っており、メンテナンスフリーを実現している。
発射機としては、開発初期には24連装のEX-144が用いられていたが、後に21連装のEX-31が開発された。これはMk.31 GMWS（Guided Missile Weapon System）として制式化されており、制御盤等とともにMk.49 GMLS（Guided Missile Launching System）を構成する。キャニスターと同様、これらの発射機のランチャー・ケーシングはFRP製であり、電波を透過することから、発射前にPRH誘導システムによって目標を捕捉することができる。なおEX-31の台座（pedestal mount）部分はファランクスCIWSのものが流用されている。
また、より広範にファランクスCIWSの設計を踏襲したMk.15 Mod.31 SeaRAMも開発されている。これは、M61 バルカンのMk.72 マウントを11連装のRAM発射機に取り替えたものであり、発射機自身が捕捉レーダーや赤外線センサー、電波探知装置を備える独立・完結したシステムである事から、対空FCSを持たない艦への簡易的な防空兵器として導入が進められている。
なお、シースパロー用のMk.29やSM-1/2MR用のMk.13からRAMを発射できるようにする改修も検討されていたが、これは実現しなかった。
RAMは、揚陸艦や航空母艦などの大型艦船に搭載されつつある新開発の戦闘システムである艦艇自衛システム（SSDS）に連接されて、その主要な防空火力として期待されている。また沿海域戦闘艦でも、フリーダム級がMk.49 GMLS、インディペンデンス級がMk.15 Mod.31 SeaRAMを搭載している。

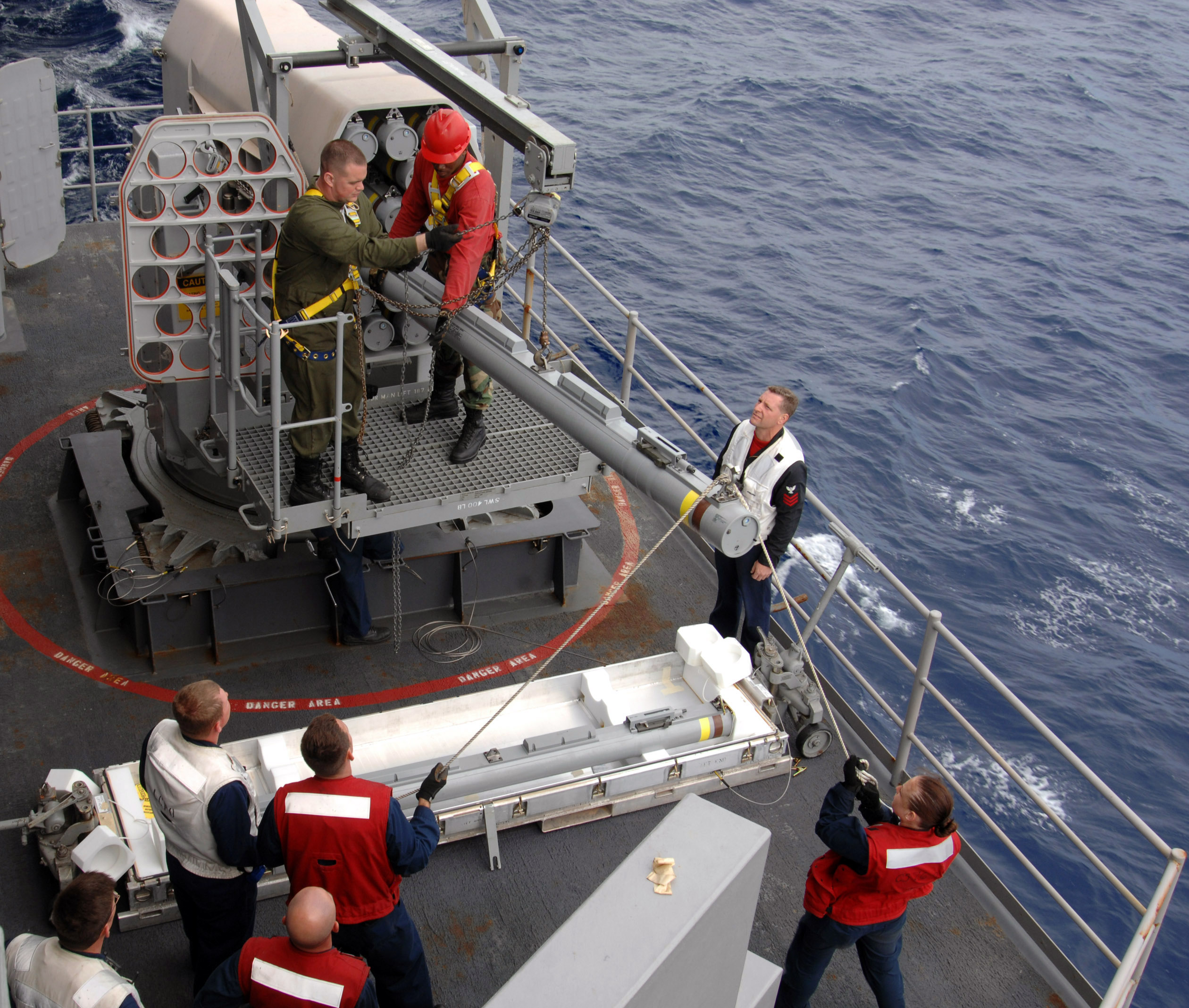
Mk.44 GMRPを装填中のMk.49 GMLS
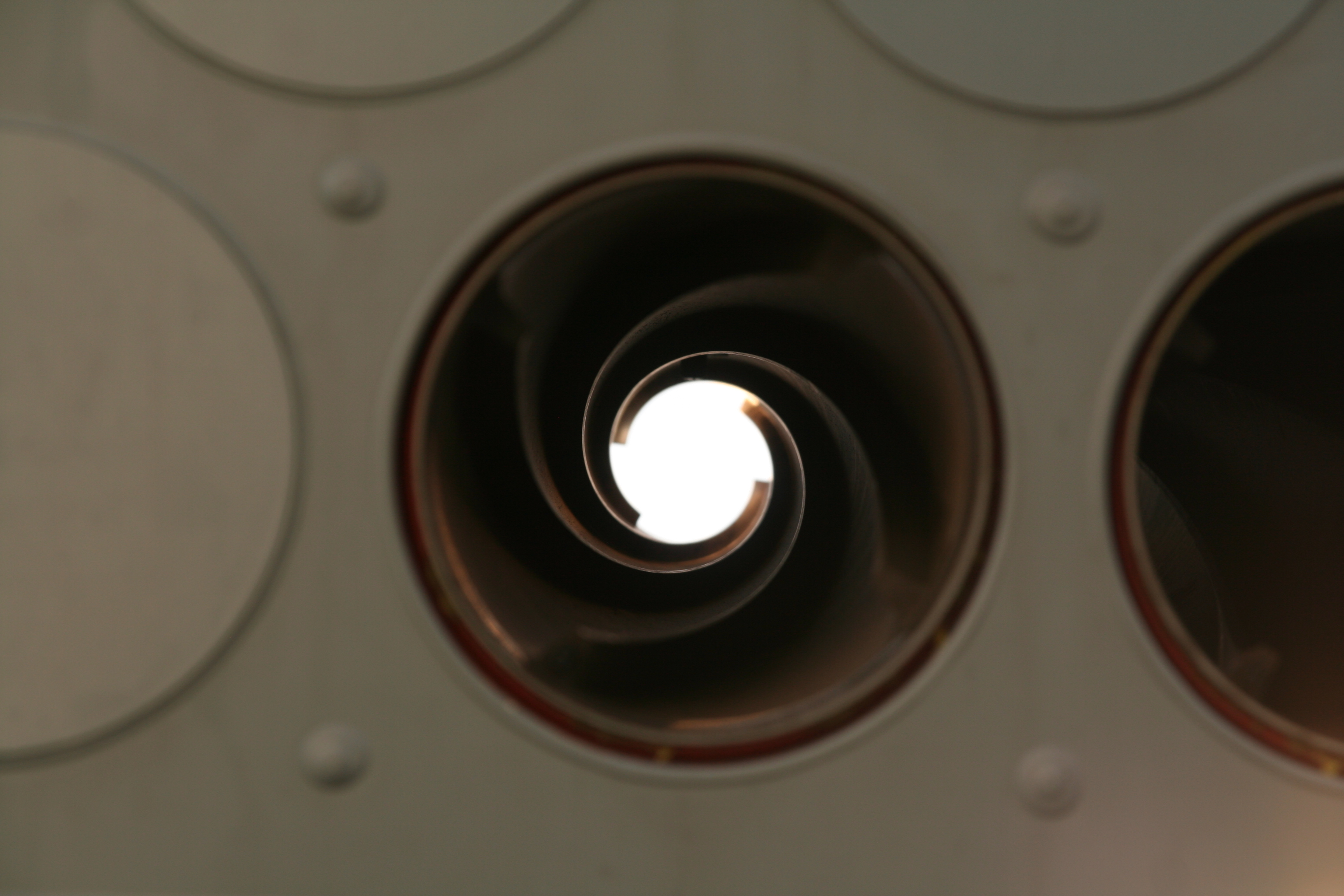
GMRP内部の施条
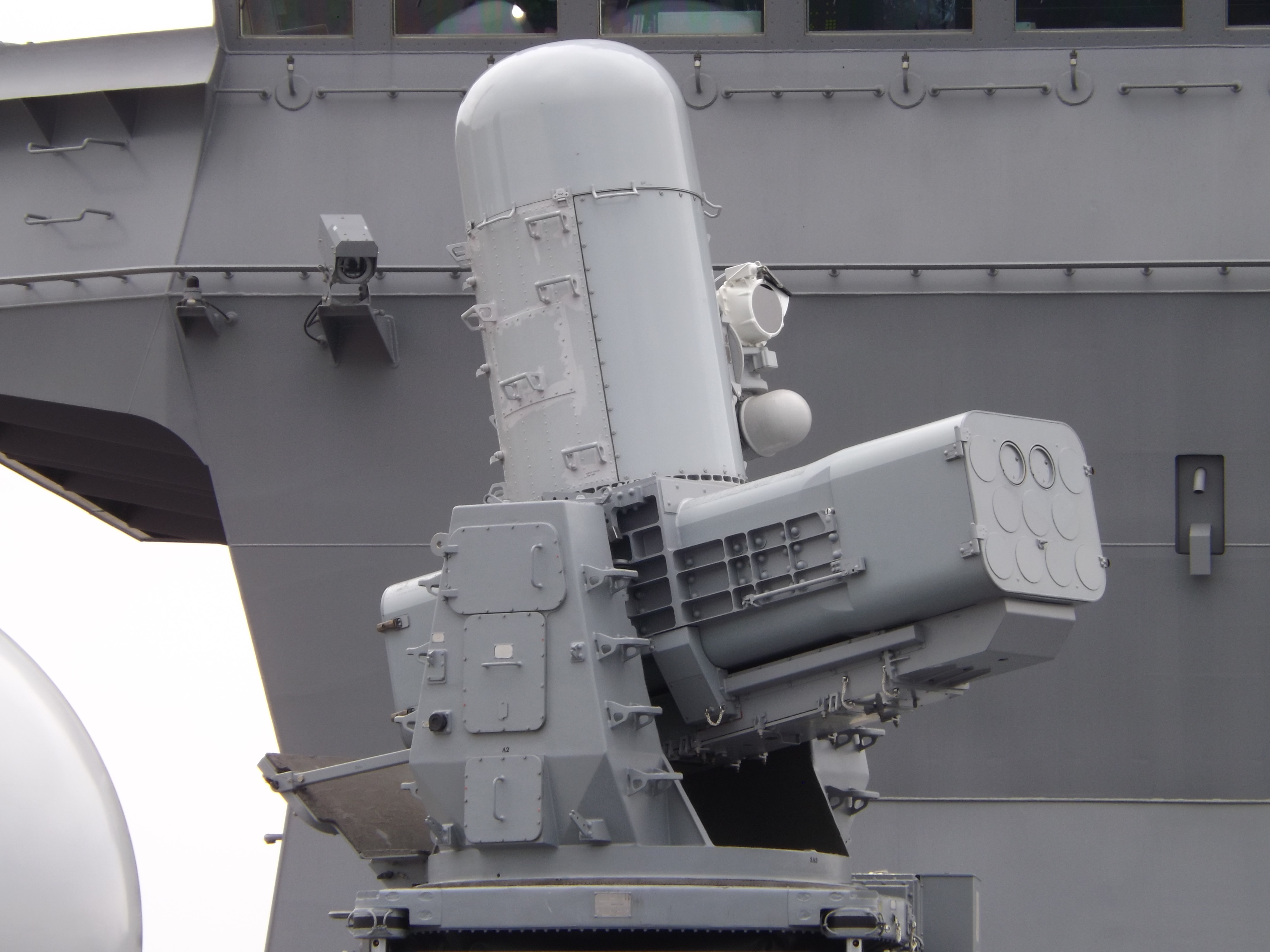
SeaRAM
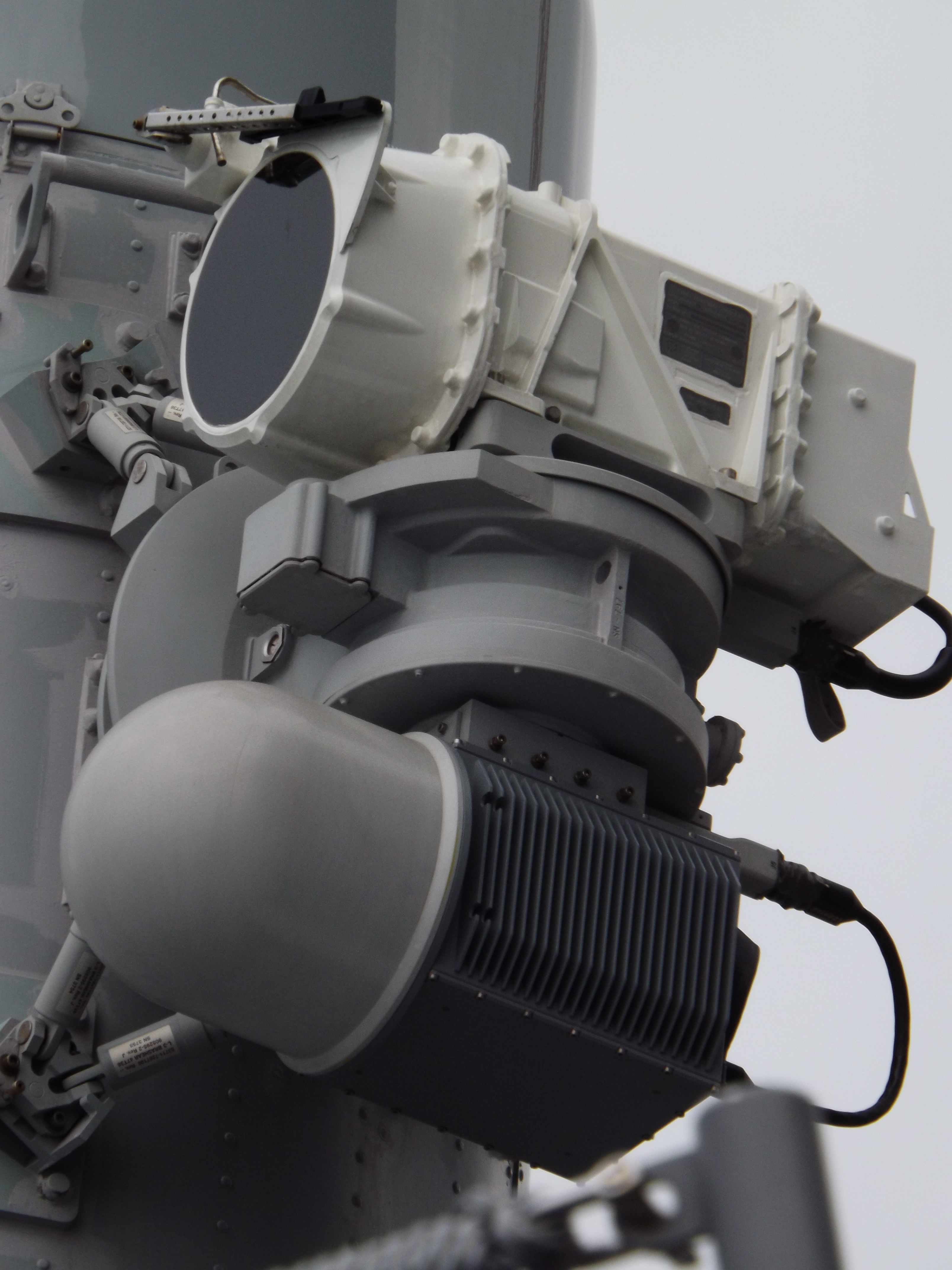
SeaRAMのIRセンサーとRFセンサー

### 諸元表
|          | ブロック0 (RIM-116A) | ブロック1 (RIM-116B) | ブロック2 (RIM-116C) |
| -------- | -------------------- | -------------------- | -------------------- |
| 全長     | 2.82 m               | 2.82 m               | 2.82 m               |
| 直径     | 12.7 cm              | 12.7 cm              | 14.61 cm             |
| 翼幅     | 44.5 cm              | 44.5 cm              | 32.17 cm             |
| 重量     | 74.4 kg              | 74.4 kg              | 88.2 kg              |
| 弾頭重量 | 3.5 kg               | 9.1 kg               | 11.0 kg              |
| 射程     | 800 m〜9 km          | 800 m〜9 km          | 400 m〜15 km         |
| 飛翔高度 | 1.5 m〜6,100 m       | 1.5 m〜6,100 m       | 1.5 m〜8,100 m       |
| 誘導方式 | PRH＋IRH             | PRH＋IRH             | PRH＋IIR             |

## 運用国と装備艦艇
アメリカ合衆国
- キティホーク級航空母艦[注 2]
- 原子力空母「エンタープライズ」[注 3]
- ニミッツ級航空母艦[注 3]
- スプルーアンス級駆逐艦[注 4]
- タラワ級強襲揚陸艦[注 3]
- ホイッドビー・アイランド級ドック型揚陸艦[注 3]
- ワスプ級強襲揚陸艦[注 3]
- ハーパーズ・フェリー級ドック型揚陸艦[注 3]
- サン・アントニオ級ドック型輸送揚陸艦
- アーレイ・バーク級ミサイル駆逐艦[注 5][注 4]
- フリーダム級沿海域戦闘艦
- インディペンデンス級沿海域戦闘艦[注 5]
- アメリカ級強襲揚陸艦
- ジェラルド・R・フォード級航空母艦
- コンステレーション級ミサイルフリゲート
- DDG(X)

 アラブ首長国連邦
- バイヌナ級コルベット

 エジプト
 カタール
- アル・ズバラ級フリゲート[9]

 韓国
- 李舜臣級駆逐艦
- 世宗大王級駆逐艦
- 独島級揚陸艦「独島」
- 仁川級フリゲート

 ギリシャ
- リュッセン級ミサイル艇

 ドイツ
- リュッチェンス級駆逐艦[注 3]
- ブレーメン級フリゲート[注 3]
- ブランデンブルク級フリゲート
- ザクセン級フリゲート
- ブラウンシュヴァイク級コルベット
- ゲパルト級ミサイル艇[注 3]
- バーデン・ヴュルテンベルク級フリゲート
- ニーダーザクセン級フリゲート
- 127型フリゲート

 トルコ
- アダ級コルベット
- 強襲揚陸艦「アナドル」

 日本
- いずも型護衛艦[注 6]
- もがみ型護衛艦[注 5]
- 新型FFM[注 5]